# Achalcus relictus
Achalcus relictus är en tvåvingeart som beskrevs av Octave Parent 1933. Achalcus relictus ingår i släktet Achalcus och familjen styltflugor. Inga underarter finns listade i Catalogue of Life.